# Требоје
Требоје је насељено место у Босни и Херцеговини у општини Коњиц у Херцеговачко-неретванском кантону које административно припада Федерацији Босне и Херцеговине. Према попису становништва из 1991. у насељу је живјело 288 становника.

## Географија
Насеље се нала из на падинама планине Битовње.
По последњем службеном попису становништва из 1991. године, у насељу Доњи Чажањ живело је 288 становника. Становници су претежно били Муслимани.

## Становништво
| Националност       | 1991.        | 1981. | 1971. |
| Муслимани          | 285 (98,96%) |       |       |
| остали и непознато | 3 (1,04%)    |       |       |
| Укупно             | 288          |       |       |